# Remoção de favelas na África do Sul

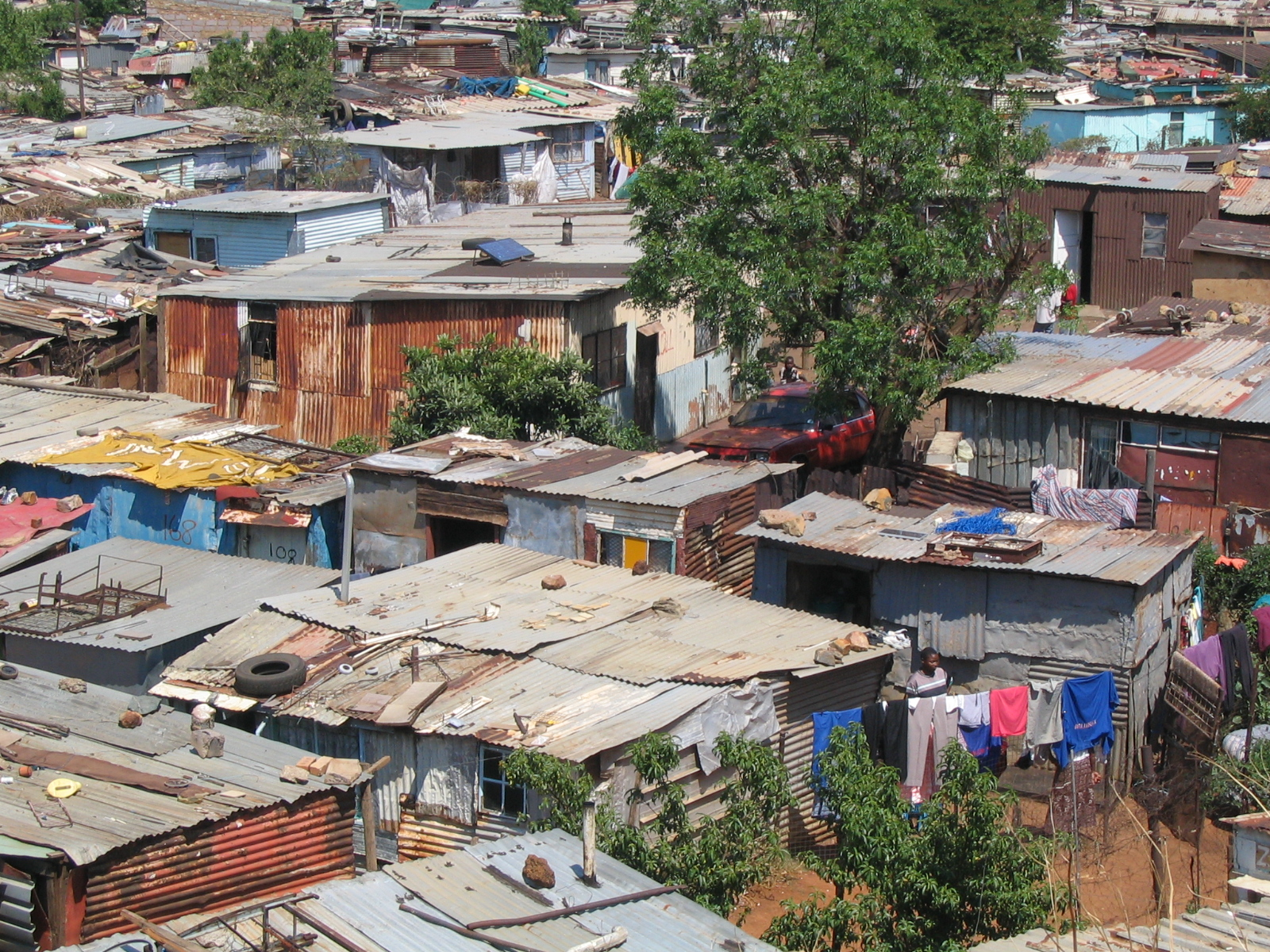
Uma favela em Soweto, fotografada em 2005

A remoção de favelas na África do Sul tem sido usada como uma estratégia de renovação urbana para regenerar bairros abandonados ou degradados, muitas vezes para serem substituídos por empreendimentos alternativos ou novas habitações.

## Contexto
Em 1938, um esquema significativo foi iniciado na Cidade do Cabo, que envolveu a construção de cerca de 12.000 casas a um custo de £ 6.000.000 (US$ 30.000.000). O pior bairro de favelas, o distrito VI, fez parte da primeira fase que envolveu a construção do equivalente a uma novo bairro para abrigar 31 mil pessoas. O conselho municipal recebeu permissão do Central Housing Board para incluir quantos blocos de apartamentos de quatro andares desejasse e em 1942 foi definido para construir 13.000 moradias como parte de projetos de limpeza.

### Era do Apartheid
Em meados da década de 1950, foi relatado que a cidade de Joanesburgo tinha as piores favelas do mundo, que uma vez consideradas demasiado "miseráveis", seriam assumidos pelos planejadores urbanos e involuntariamente removidos. Havia, no entanto, segundas intenções para atacar os townships negros; por exemplo, nas áreas ocidentais de Joanesburgo, as remoções foram particularmente motivadas pela resistência generalizada dentro dessas comunidades negras contra as autoridades governamentais, indicada por quatro casos de agitação popular em seis meses, de 1949 a 1950. Além disso, tais remoções foram possibilitadas e justificadas pela Lei de Áreas de Grupo. No que diz respeito à desminagem das Áreas Ocidentais, o conselho municipal concordou em 1952 com uma iniciativa governamental intitulada "Local e Serviço", um esquema de desminagem de favelas pelo qual as famílias despejadas receberiam acomodações com banheiro e abastecimento de água comunitário. Isto foi, no entanto, posteriormente abandonado pelo governo. Em vez disso, por exemplo, em Sophiatown, dois mil policiais armados cercaram a área e 150 famílias de cada vez receberam avisos de despejo faltando apenas 12 horas para saírem. As famílias foram posteriormente realocadas à força 19 quilômetros além dos limites da cidade, para Meadowlands, e suas antigas casas foram demolidas imediatamente após serem desocupadas. Sob o Apartheid, as famílias não-brancas despejadas foram consideradas inadequadas para residir na cidade, mas foram realocadas perto o suficiente para que ainda pudessem deslocar-se para o trabalho. Um programa para entregar 30.000 casas, parte de um plano mais amplo de remoção de favelas, foi iniciado em 1957.
No início da década de 1970, a África do Sul estava bastante avançada em vários grandes projectos de desminagem. Em Umlazi, ao sul de Durban, 20 mil novos bangalôs foram projetados em um estilo que lembra a Califórnia. As novas propriedades estavam disponíveis por aluguel mensal de US$ 10. Projectos habitacionais semelhantes, mas numa escala consideravelmente maior, estavam a acontecer no Soweto. Nessa altura, o país tinha um amplo programa de desminagem, com muitos dos restantes bairros de lata a serem preparados para demolição.

## Divisões étnicas
Relatórios de 1959 sugeriam que alguns bairros de lata desocupados por africanos nativos, especialmente na cidade de Pretória, estavam a ser posteriormente povoados por famílias brancas pobres, em vez de serem demolidos. Em contraste, sabia-se que alguns distritos de população predominantemente branca se expandiram para um local anteriormente reservado aos nativos. Em algumas ocasiões, as igrejas foram vítimas desta expansão, tendo sido inicialmente construídas de forma barata ou gratuita e, portanto, não tendo direito a muita ou nenhuma compensação, mas reconstruí-las num novo local "pode custar várias centenas de vezes mais do que o custo compensação recebida pelos antigos", devido a leis municipais que exigem planejamento formal na construção de novos edifícios.

## Referência
1. ↑  «Capetown Starts Slum Clearance». The Calgary Daily Herald. 16 de abril de 1938. p. 22
2. ↑  «Capetown opens big program in slum clearance». The Edmonton Bulletin. 16 de abril de 1938. p. 5
3. ↑  «Slum Clearance: New Dwellings in Cape Town». The Windsor Star. 5 de junho de 1942. p. 13
4. ↑  «S. Africa sets slum clearance». Washington Afro-American. 16 de agosto de 1955. p. 11
5. ↑  «Book of the week: Slum clearance». The Calgary Herald. 16 de junho de 1956. p. 4
6. ↑  Lodge, Tom (março de 1981). «The Destruction of Sophiatown». The Journal of Modern African Studies. 19 (1): 117, 129. doi:10.1017/S0022278X00054148
7. ↑  «S. Africa sets slum clearance». Washington Afro-American. 16 de agosto de 1955. p. 11
8. ↑  Lodge, Tom (março de 1981). «The Destruction of Sophiatown». The Journal of Modern African Studies. 19 (1): 117, 129. doi:10.1017/S0022278X00054148
9. ↑  «Swimming against the good tide». The Montreal Gazette. 10 de fevereiro de 1955. p. 8
10. ↑  «Slum clearance drive begins in South Africa». The Afro American. 6 de abril de 1957. p. 39
11. ↑  «South Africa Steps Gingerly Toward Black-White Amity». St. Petersburg Times. 30 de agosto de 1971. p. 18
12. ↑  «Moving In». The Tampa Tribune. 15 de dezembro de 1959. p. 33
13. ↑  «Injustice». The News Journal. 8 de março de 1963. p. 21